# Jakub Skałbania
Jakub Skałbania (ur. 4 września 1983 w Radomiu) – polski informatyk, przedsiębiorca, ekspert CRM (Customer Relationship Management), absolwent University of Oxford. Zdobywca wielu prestiżowych nagród, m.in. Rising Star w Rankingu Deloitte Fast50 2012, Finalista konkursu EY Przedsiębiorca Roku 2014, od 2010 roku nieprzerwanie, 13 razy, nagradzany przez Microsoft tytułem MVP Microsoft w obszarze CRM. 
Założyciel Netwise S.A oraz Netwise USA, Inc.

## Życiorys
Ukończył z wyróżnieniem studia magisterskie na Uniwersytecie Oksfordzkim, na Wydziale Inżynierii Oprogramowania, gdzie obronił pracę magisterską o wpływie praktyk zwinnych (agile) na jakość projektów informatycznych w rozproszonych zespołach. Wcześniej ukończył studia inżynierskie w Polsko-Japońskiej Szkole Technik Komputerowych w Warszawie.
W 2000 roku reprezentował Polskę na targach Hannover EXPO 2000, jako zwycięzca Konkursu na Najlepszą Stronę Internetową Szkoły współorganizowanym przez Ministerstwo Edukacji Narodowej.
W 2001 roku został zaproszony do Waszyngtonu do reprezentowania Polski podczas Global Young Leaders Conference.
W 2003 roku był pierwszą osobą w Polsce w pełni certyfikowaną z systemu CRM firmy Microsoft (MBS CRM 1.0) i pierwszym programistą Microsoft.NET z pełną certyfikacją Microsoft Certified Solution Developer (MCSD). W czasie studiów w Anglii podjął pracę w Microsoft. 
W latach 2007–2008 stworzył portal społecznościowy Eventspot.net, który pozwalał na udostępnianie “wydarzeń”, mediów (zdjęć i filmów) w bezpieczny sposób, ograniczony tokenami. W budowany przez niego portal zainwestował fundusz private equity Totmes. Po wejściu na polski rynek portalu Facebook, portal Eventspot.net przestał rosnąć i ostatecznie został zamknięty w 2009 roku z kilkudziesięcioma tysiącami użytkowników.
W 2008 roku założył spółkę Netwise, która tworzy i dostarcza aplikacje biznesowe i systemy klasy CRM i PRM (Partner Relationship Management) oparte na technologiach Microsoft. Firma 7 razy z rzędu zdobyła tytuł Partnera Roku Microsoft, a w 2013 i 2015 roku została nagrodzona tytułem Inner Circle w obszarze CRM jako jedna z 20 firm na świecie.
W 2012 roku został uznany przez miesięcznik Forbes za pierwszą wschodzącą gwiazdę spośród najlepszych innowatorów w Europie Środkowo-Wschodniej. W 2012 roku Deloitte nagrodził go pierwszym miejscem w rankingu CEO najbardziej innowacyjnych firm w Europie Środkowej i Wschodniej, a Netwise S.A. wygrał ranking Deloitte Fast50 CE spośród wszystkich spółek z Europy Środkowej i Wschodniej.
W roku 2016 w ramach amerykańskiego programu imigracyjnego „Alien of extraordinary ability” uzyskał Zieloną Kartę i rezydencję amerykańską. Od 2018 roku mieszkał w USA, gdzie założył amerykański oddział spółki, Netwise USA, Inc. i współtworzy start-up InsurTech w USA – Nsure.com.
Aktywnie uczestniczy w szerzeniu wiedzy nt. CRM, debatach na temat przyszłości sztucznej inteligencji i jest prelegentem licznych konferencji technologicznych. Autor zauważonych na świecie publikacji i artykułów oraz współautor dwóch kompendiów wiedzy na temat Microsoft Dynamics CRM.
W grudniu 2021 roku dołączył do zarządu Netwise na stanowisku Chief Growth Officera, na którym odpowiada za zarządzanie rozwojem firmy poprzez nowe kanały sprzedaży, marketing, budowanie zaangażowania pracowników i ekspansję geograficzną i produktową.

## Wyróżnienia i nagrody
2001 – reprezentant Polski na Global Young Leaders Conference
2010 – 2022 - Microsoft Most Valuable Professional (MVP) w kategorii CRM
2012 – #1 CEO w rankingu Deloitte
2012 – Rising Star według Forbes
2014 – Finalista polskiej edycji Konkursu EY Entrepreneur of the Year
2016 – Alien of Extraordinary Ability